# 尊室陶
尊室陶（越南语：／，1910年10月15日—1979年9月2日），越南画家。

## 簡歷
尊室陶出生在顺化富吉村乌湖府，从小喜爱绘画，并展露绘画天赋。考入东洋美术大学。这是一座1925年由法国人在河内开办的美术院校，也是当时印支半岛唯一一座美术院校。尊室陶1932年入学（1932年—1937年），是知名画师維克特·塔迪烏（Victor Tardieu）、印奎姆柏蒂（Inguimberty）、阮南山、L·羅傑（L.Roger）、迪非尼克斯（Defenix）、喬治·慶（George Khánh）的学生。1937年毕业于东洋美术大学绘画、雕塑与装饰系。毕业后，他在启定中学、同庆女子中学、国学大学、美术中学、信德中学、顺化乔母中学教绘画。曾担任顺化美术高等学院校长。
1966年退休后，继续担任顺化补习师范学校的绘画教师（1969年）。

## 绘画风格和作品
凭借优质材料的丝绸，尊室陶绘制了许多结合了传统与现代风格的题材作品，如《读书少女》、《故乡风景》、《弹琴少女》、《顺化小调》及《乡魂》。还创作磨漆画、油漆画，有作品《夫人真容》、《少女》、《大内风影》、《御平》、《新娘》、《船码头》及《白莲》等。
1979年9月2日在顺化嘉会县去世。

## 家世背景
出身于传统儒学家庭。属于阮福淍（1675-1725）的第六代孙。父亲尊室修，出仕阮朝，在成泰帝时期曾任官职，母亲黎氏莲。妻子黎克玉大。有四个孩子，长子尊室陆（Tôn Thất Lục，1947年出生），小儿子很早去世，其他两个孩子定居国外，失去联络。家里没有谁追随美术道路，现属于顺化市富吉坊的贫困户。